# Джівітагупта II
Джівітагупта II  — останній правитель держави Пізніх (Східни) Гуптів.

## Життєпис
Син магараджахіраджи Вішнугупти II. Посів трон між 715 і 717 роками. Вважається, що вів війни з династією Варманів, правителів Каннауджа, які почалися ще за його батька. Спочатку зумів захопити долину річки Ґомті.
Близько 731 року зазнав поразки від Яшовармана, правителя Каннауджа. За однією версією в цій війні Джівітагупта II загинув, а держава Пізніх Гуптів припинила існування. За іншою гіпотезою Джівітагупта II зберіг владу в Паталіпутрі або врятований раптовим вторгненням до Гангської долини кашмірського самраата Лалітадітьї Муктапіди. Останній спочатку переміг Ясовармана, а 736 року здолав Джівітагупту II, володіння якого приєднав до Кашмірської імперії.